# Henri de Turenne
Henri de Turenne (Tours, 19 de novembre de 1921 - 23 d'agost de 2016) és un periodista i guionista especialitzat en sèries històriques per a la televisió francesa, en col·laboració amb Jean-Louis Guillaud i Daniel Costelle.

## Biografia
Henri de Turenne era fill d'Armand de Turenne, un as de l'Exèrcit de l'Aire Francès durant la Primera Guerra Mundial. Va créixer a Alemanya i a Algèria.
Va començar a treballar a l'Agence France-Presse a Berlín i després a Washington.
A la seva mort l'agost de 2016, la Scam (Société civile des auteurs multimédia, que va presidir de 1983 a 1987 i de la que n'és un dels 24 membres fundadors) indica: « Havia ofert el seys serveis a l'AFP després de la Segona Guerra Mundial després a France-Soir. Havia cobert destacadament a la guerra de Corea i els seus articles per Le Figaro li havien valgut el premi Albert-Londres en 1951. Quan començava la televisió, hi va veure ràpidament el mitjà del futur i es va concentrar en la pantalla petita, contribuint a les mítiques Cinq colonnes à la une i Caméra 3 ».
Crea el concepte de grans documentals històrics basats en arxius, com La Seconde Guerre mondiale o fins i tot Les Grandes Batailles. Va dissenyar una sèrie sobre la guerra del Vietnam, produït amb Channel 4 (Regne Unit) i una cadena de Boston, que li va valdreu un Premi Emmy.
Henri de Turenne va declarar sobre el seu treball:  ..
Ha estat membre del jurat del premi Albert-Londres. A iniciativa seva, en 1985, es va crear premi Albert-Londres per l'audiovisual, el primer del qual fou atorgat a Christophe de Ponfilly.

## Sèries documentals
- Les Grandes Batailles
- Les Grandes Batailles du passé
- C'était hier
- Histoire du Vietnam
- Histoire de l'automobile

## Publicacions
- Serge Bromberger, Philippe Daudy, Henri de Turenne et Jean-Marie de Prémonville, Retour de Corée : récits de quatre correspondants de guerre français sur le front de Corée, R. Juillard, 1951, 275 p., Prix Albert-Londres 1951
- Henri de Turenne, François Ducher, Michel Deutsch, Les Alsaciens, ou, Les deux Mathilde, Jean-Claude Lattès, Paris, 1996 ISBN 978-2709617130
- Henri de Turenne, Robert Soulé, L'Algérie des chimères, Jean-Claude Lattès, Paris, 2000 ISBN 978-2709621380